# Ringelreihen

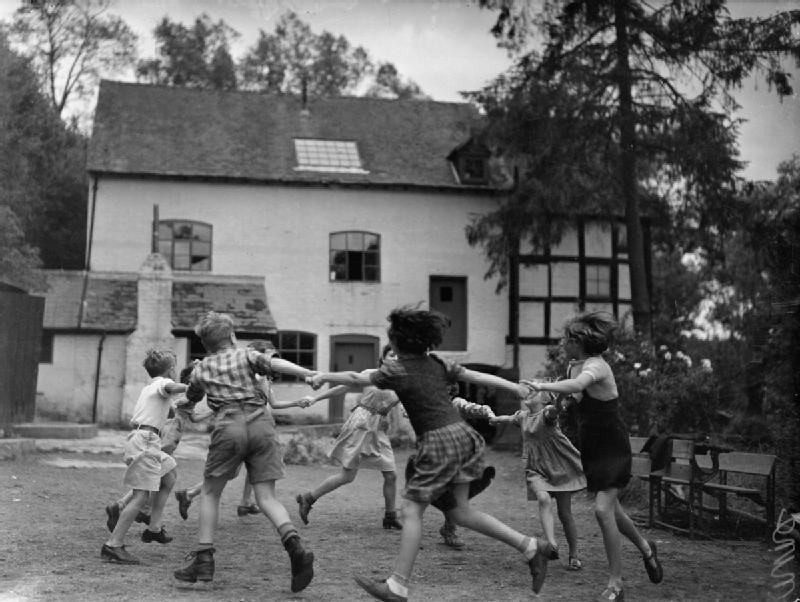
Flüchtlingskinder aus Frankreich und Belgien spielen zusammen mit britischen Kindern Ringelreihen (1943)

Der Ringelreihen, auch Ringelreigen, ist ein Spiel, bei dem Kinder sich an den Händen fassen und im Kreis tanzen. Dazu wird traditionell „Ringel, Ringel, Reihe“ oder ein anderer Kinderreim gesungen.

## Formen

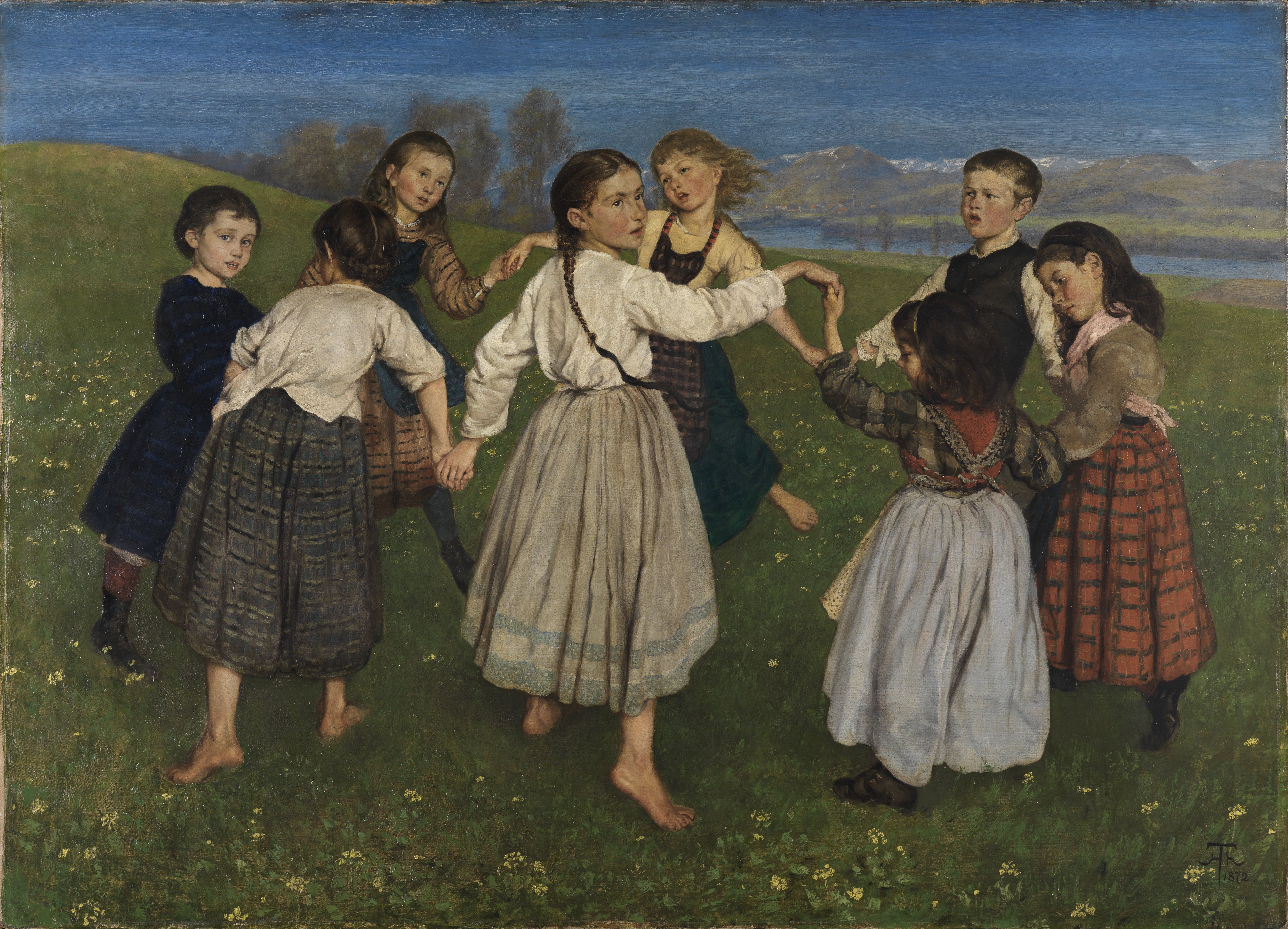
Hans Thoma: Der Kinderreigen (1884)

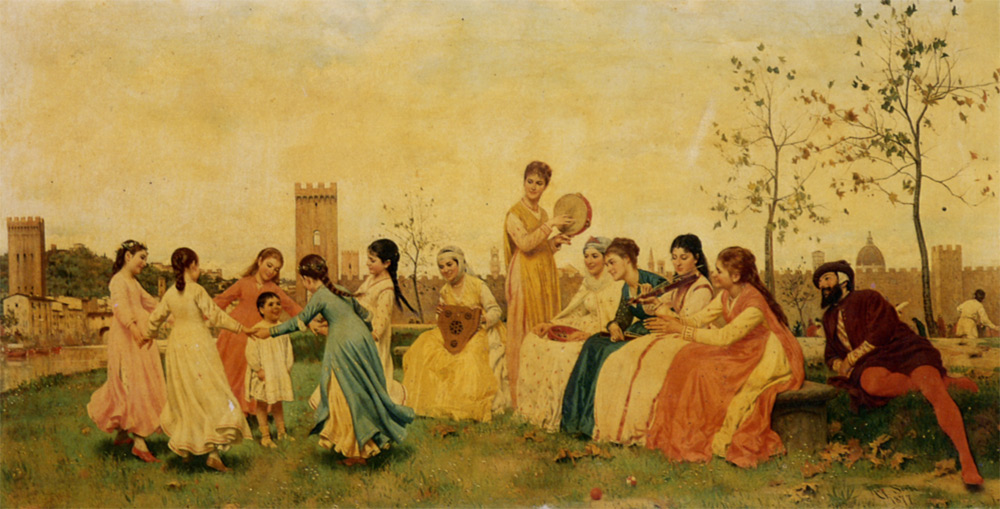
Gemälde von Raffaello Sorbi (1877): Bei diesem Kinderreigen steht ein Kind in der Mitte des Kreises

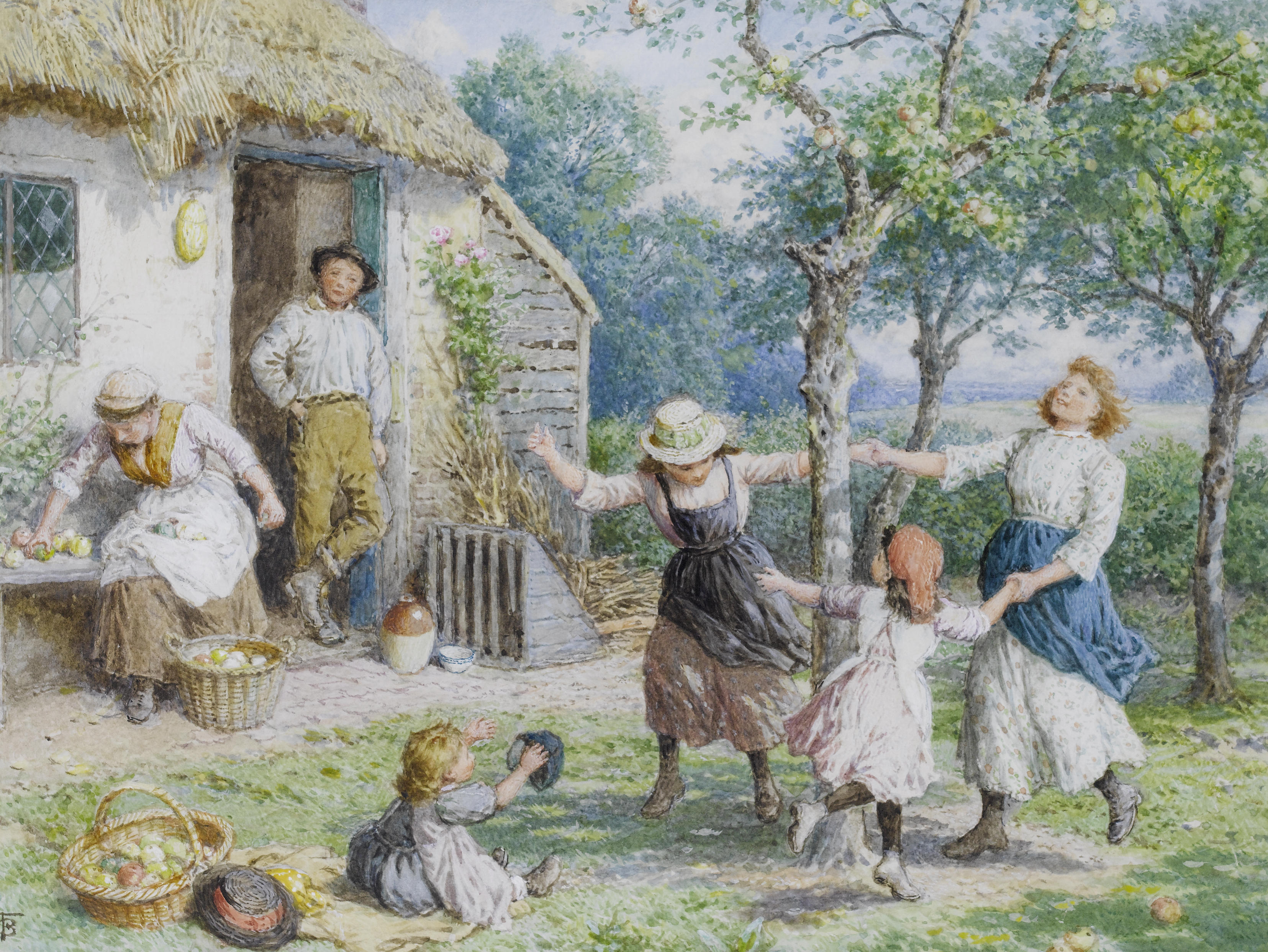
Aquarell von Myles Birket Foster (ca. 1899)

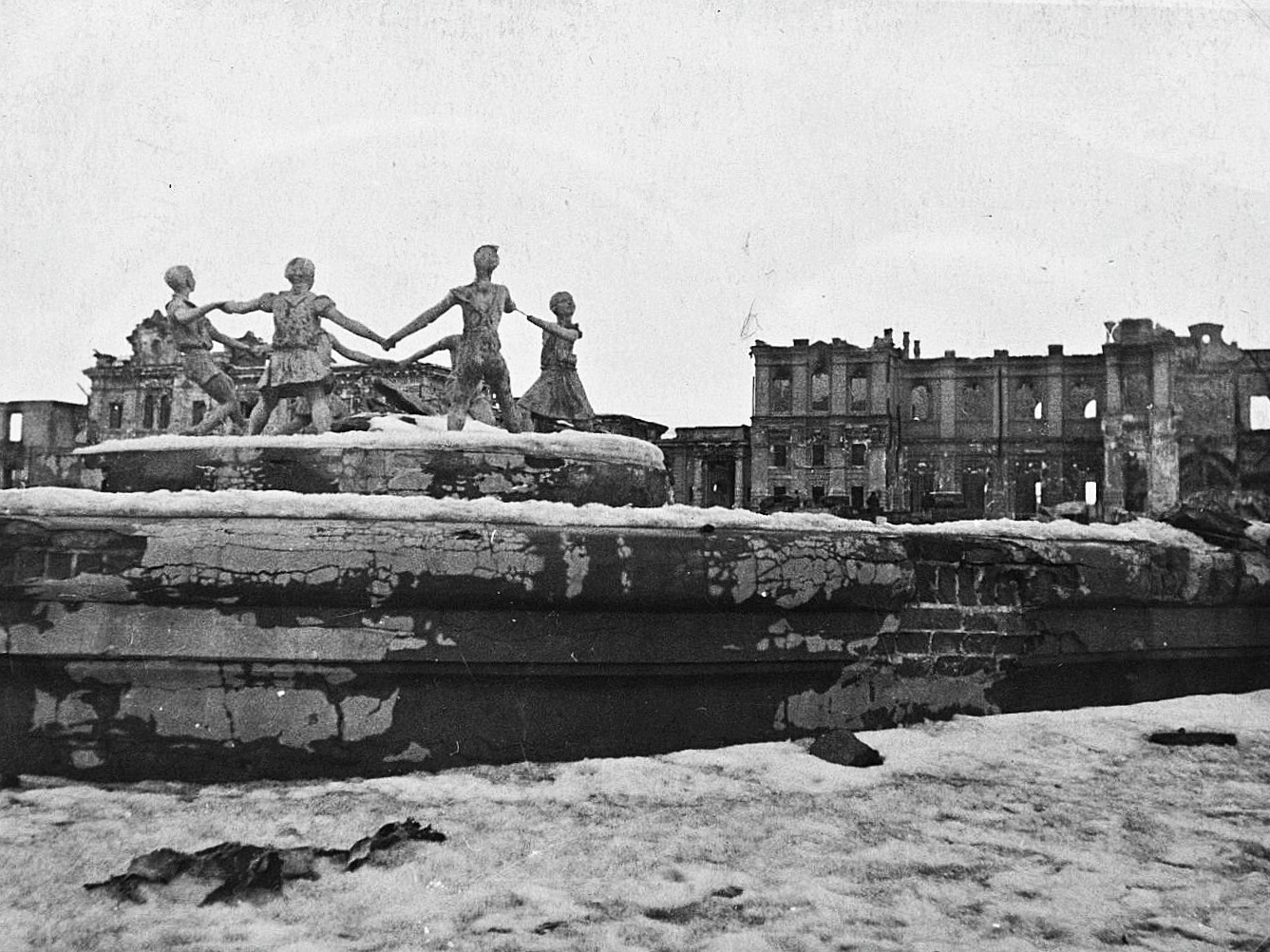
Die vermutlich bekannteste künstlerische Darstellung eines Kinderreigens: Der Barmalei-Brunnen im zerstörten Stalingrad

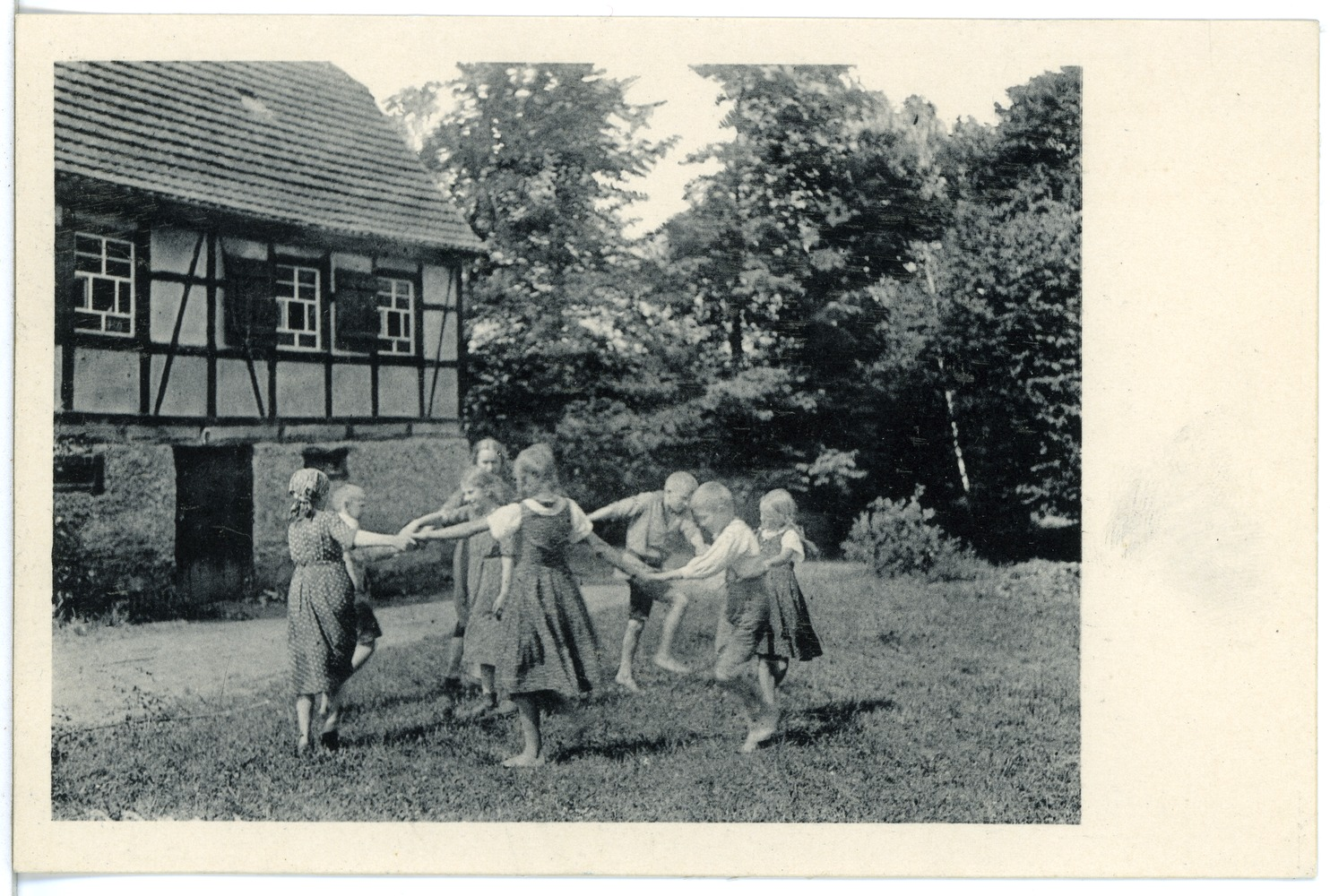
Ringelreihen auf einer Fotografie aus Döbeln in Sachsen (1915)

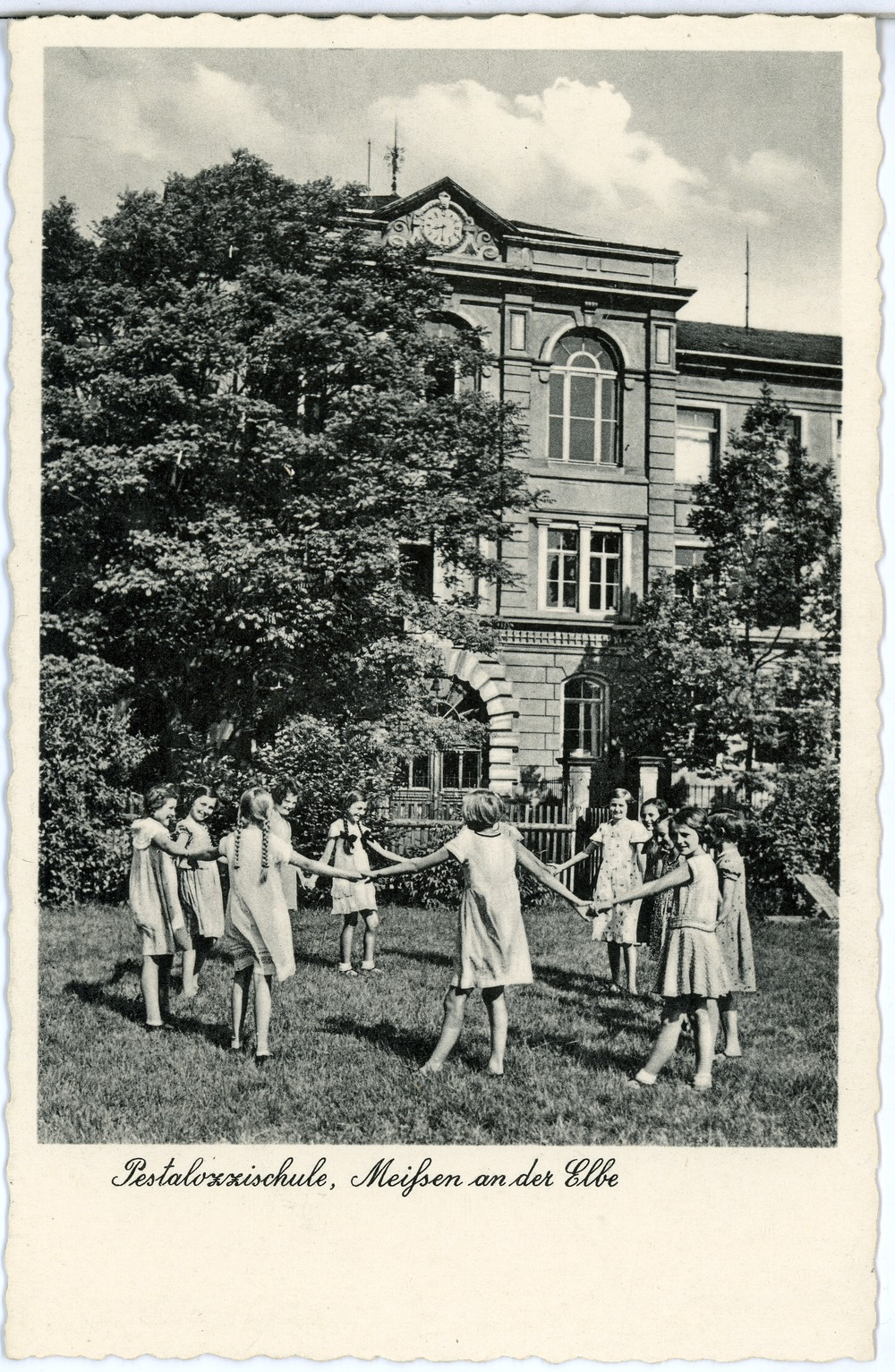
Schülerinnen in Meißen auf einer Postkarte von Brück & Sohn (1938)

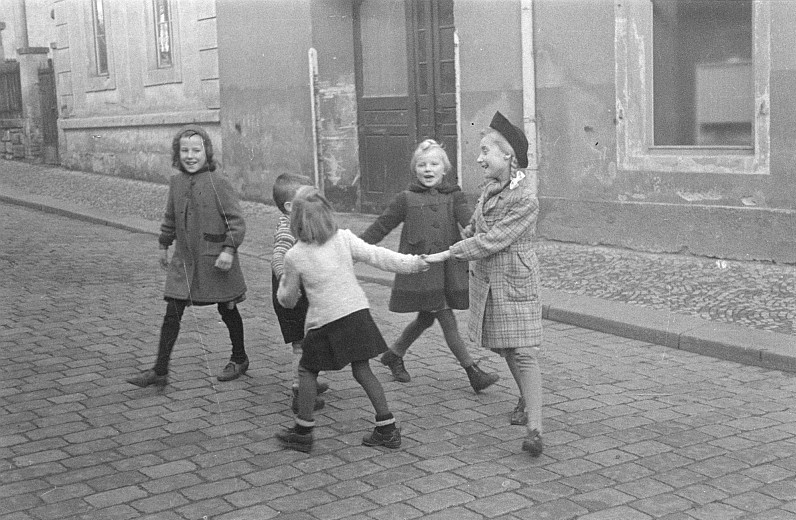
Ringelreihen in Meißen, Fotografie von Abraham Pisarek (1945)

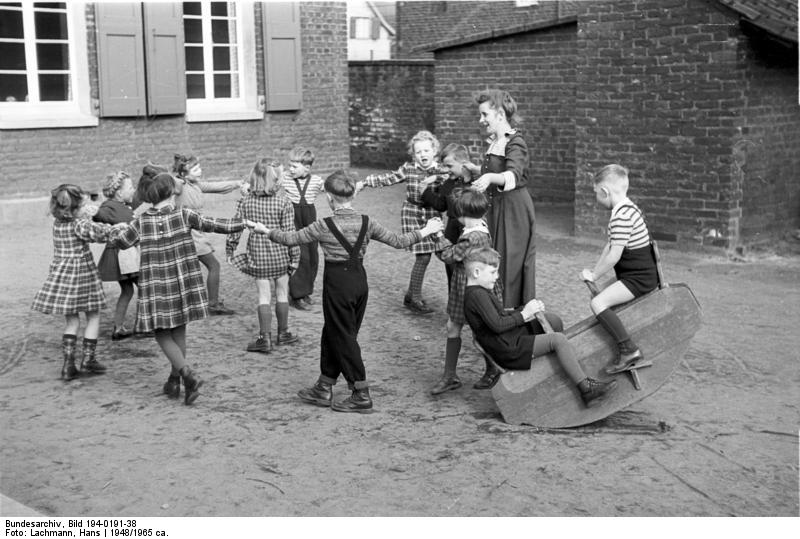
Ringelreihen in einem Kindergarten, Fotografie von Hans Lachmann (1948)

Im Deutschen Wörterbuch der Brüder Grimm ist unter dem Stichwort Ringelreihen zu lesen: „die kinder fassen sich bei den händen, so dasz sie einen kreis bilden und tanzen einen ringelreihen. wie beim mittelalterlichen reien wird hierzu gesungen. andere ringelreihen haben mehr den character eines spieles. die zum ringelreihen gesungenen kinderreime beginnen mit rufen, wie ringla ringla reiha.“
Der Volksliedforscher Franz Magnus Böhme (1827–1898) leitet in seinem Buch Deutsches Kinderlied und Kinderspiel (1897) das Kapitel Reigen und Tanzspiele mit dieser Bemerkung ein: „Kommt der langersehnte Frühling, so beginnen die Frühlingsspiele. Dazu gehören vor allem die Ringelreihen (= Ringelreigen), die von kleinen Mädchen lachend und scherzend unter Gesang gesprungen werden.“ Danach listet Böhme zu den Ringelreihen mehr als 200 Kinderreime auf (Nr. 41 bis 260), viele davon mit Melodie, teilweise mit näheren Erläuterungen. Die Ringelreihen teilt er nach Merkmalen der Bewegung oder des Spiels in fünf Kategorien ein:
- Ringelreihen mit Niederfallen
- Ringelreihen mit Umkehr des Kreises
- Ringelreihen mit Auflösung des Kreises
- Ringelreihen mit Wahl (Brautwerbung, Schäferspiele)
- Ringelreihen mit Pantomimen (Nachahmungsspiele)

Zur Ausführung der Ringelreihen mit Niederfallen schreibt Böhme: „Die Kinder fassen einander an den Händen und gehen singend im Kreise herum. Am Schlusse lassen sie sich alle zugleich auf den Boden nieder, wozu sie lachen und das Spiel von neuem beginnen.“ In einer Fußnote merkt er an, dass Altertumsforscher wie Müllenhoff und Mannhardt das Niederbeugen oder Niederfallen als „Überreste alter Opfertänze“ interpretiert haben.
Bei der Anordnung der Kinder und ihren Bewegungen gibt es etliche Varianten. Sie können im Kreis gehen, aber auch rennen oder springen. Sie können sich auch nur an den Händen fassen und stehend einen Ring bilden. Ein Kind  oder mehrere Kinder können in der Mitte des Rings stehen. Statt sich bei einem Ringelreihen der Kategorie „mit Niederfallen“ auf den Boden zu werfen, können sich die Kinder hinsetzen oder in die Hocke gehen. Wenn genügend Kinder mitspielen, können ein äußerer und ein innerer Ring gebildet werden.

## Kinderreime

### Deutsch
Die zum Ringelreihen gesungenen Kinderreime bestehen im deutschen Sprachraum meist aus einer Strophe mit vier kurzen Versen. Böhme überlieferte mehr als 200 Ringelreihen-Lieder und -Reime. Einige werden noch heute gesungen, vor allem diese beiden (gegebenenfalls mit geringfügigen textlichen Abweichungen):
Ringel, Ringel, Reihe,

sind der Kinder dreie,

sitzen unterm Holderbusch,

machen alle husch, husch, husch.
Ringel, Ringel, Rosen,

gelbe Aprikosen,

Veilchen blau, Vergissmeinnicht,

alle Kinder setzen sich.
Im dritten Band der Volkslieder-Sammlung Des Knaben Wunderhorn (1808) war eine umfangreichere Version des Ringelreihens mit dem Holderbusch erschienen. Unter der Überschrift Ringelreihe-Lied steht die Erläuterung „Die Kinder tanzen im Kreiß, und setzen sich plötzlich zur Erde nieder“, dann der Liedtext:
Ringel, Ringel, Reihe!

Sind der Kinder dreie,

Sitzen auf dem Holderbusch,

Schreien alle musch, musch, musch,

    Sitzt nieder.

Sitzt ne Frau im Ringelein,

Mit sieben kleine Kinderlein,

Was essen’s gern?

Fischlein.

Was trinken’s gern?

Rothen Wein.

    Sitzt nieder.
Böhme (1897) zitiert das Ringelreihe-Lied aus Des Knaben Wunderhorn und noch zwei weitere Versionen mit zwei Strophen. Die weitaus meisten der von ihm gesammelten Ringelreihe-Lieder sind jedoch einstrophig. Mehrere Dutzend Varianten, die sich oft auch im Dialekt unterscheiden, beginnen mit „Ringel, Ringel, Reihe“ oder einer ähnlichen Zeile. Zwei Beispiele:
Ringele, Ringele, Reihe,

Wir sind unserer zweie,

Wir schlüpfen durch einen Holderstock,

Duseli, duseli, duk, duk, duk!

    (Schwäbisch)
Ringeli, Ringeli, Reihe,

D’Chind göhnt i d’Maie. [= Die Kinder gehen in den Mai]

Sie tanzet um die Rosestöck

Und machet alle Bode-Bodehöck.

    (Aargauisch)
Einige von Böhme überlieferte Ringelreihen-Reime beginnen mit „Ringel, Ringel, Rosenkranz“ anstelle von „Ringel, Ringel, Reihe“. Zum Beispiel:
Ringel-Ringel-Rosenkranz,

Setzt ein Töpfchen Wasser auf,

Morgen woll’n wir waschen,

Kleine Wäsche, große Wäsche.

Wenn der Hahn wird krähen,

Werd’n wir früh aufstehen,

Die ganze Kompagnie macht Kikeriki!

    (Aus Berlin)
Ein Kinderreim zum Ringelreihen muss jedoch nicht das Wort „Ringel“ enthalten. Ein Beispiel dafür ist der Ringelreihen, den Hoffmann von Fallersleben 1843 aufgezeichnet hat. Böhme ordnet ihn den „Ringelreihen mit Umkehr des Kreises“ zu und erläutert, dass die Mitspielenden bei den Worten „so so“ die Hände hochheben und sich mehrere Male umdrehen:
Was wollen wir denn machen,

Daß wir alle lachen?

Kommen wir also so so

Sieben Jahr’ gesponnen

Sieben Jahr’ gewonnen

Sieben Jahr die Wolken herum,

Dann dreht sich dieser und der herum.

    (Aus Barmen und Elberfeld)

### Englisch

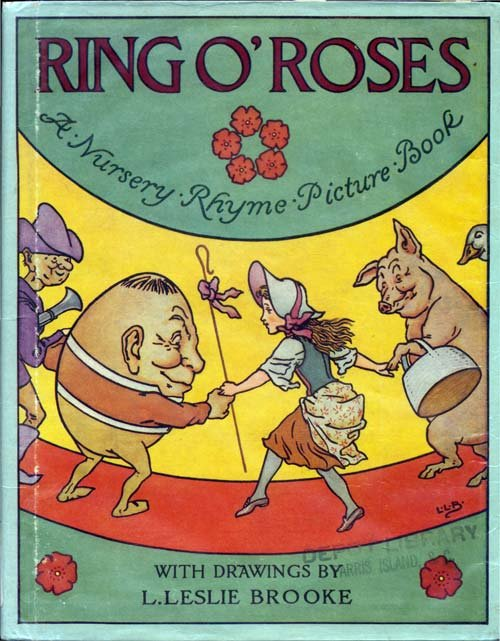
Zeichnung von Leonard Leslie Brooke auf dem von ihm illustrierten Buch Ring O’ Roses (1922), einer Sammlung von 21 Kinderreimen

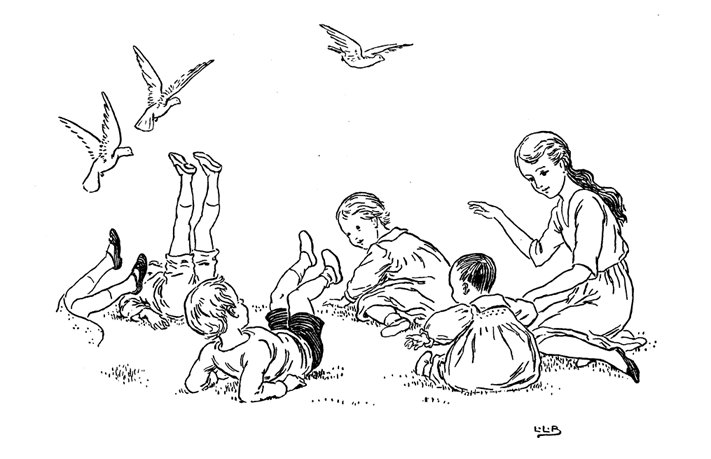
Zeichnung von Leonard Leslie Brooke zum Niederfallen der Kinder in dem Buch Ring O’ Roses (1922)

Ring-a-ring o’ roses oder ring-a-round the rosie ist im englischen Sprachraum die übliche Bezeichnung für einen Ringelreihen. Sie entspricht der ersten Zeile des bekanntesten dazu gesungenen Kinderreims (englisch nursery rhyme):
Ring-a-ring o’ roses,

A pocket full of posies,

A-tishoo! A-tishoo!

We all fall down.
In den ersten Zeilen ist von Rosen und Blumensträußchen (engl. posies) die Rede. Die erste Zeile und das Blumen-Thema erinnern an Ringel, Rangel, Rosen. Bei der vierten Zeile (deutsch: „Wir fallen alle nieder“) lassen sich die Kinder auf den Boden fallen – es handelt sich also um einen Ringelreihen der Kategorie „mit Niederfallen“. Der Text wurde 1881 in England erstmals im Druck veröffentlicht.
In Amerika lautet die erste Zeile meist Ring-a-round the rosie und die dritte Zeile Ashes! Ashes! Die sprachspielerische dritte Zeile kann zum Beispiel auch Husha, busha oder ähnlich lauten. Schon in einer Sammlung aus dem Jahr 1898 erschienen zwölf Versionen, von denen nur eine dem heute bekannten Text nahekommt.
Es existieren auch ausführlichere Fassungen mit vier Strophen. Die ersten Strophen enden dann mit We all fall down, die letzte Strophe mit We all get up again („Wir stehen alle wieder auf“) oder We all jump up again („Wir springen alle wieder auf“); oder die Strophen enden abwechselnd mit We all fall down und We all jump up.
Ring-a-ring o’ roses wird oft zu Beginn mit zwei Bindestrichen geschrieben, alternativ mit vier Bindestrichen (vor allem als Substantiv, entsprechend dem Wort Ringelreihen) oder auch ganz ohne Bindestriche: Ring a ring o’ roses. Ferner gibt es Schreibvarianten wie Ringa ringa roses.

### Italienisch
Girotondo ist die italienische Bezeichnung für einen Ringelreihen. Sie beruht auf der ersten Zeile des dazu gesungenen Kinderreims, der in einer Version so lautet:
Giro giro tondo,

gira il mondo,

gira la terra,

tutti giù per terra.
Auf Deutsch:
Runde, Runde, Kreis,

es dreht sich die Welt,

es dreht sich die Erde,

alle runter auf den Boden.
Die erste Zeile ist formal (drei zweisilbige Wörter, die ersten beiden als Wiederholung) und inhaltlich dem deutschen „Ringel, Ringel, Reihe“ sehr ähnlich. Das giro in der ersten Zeile ist mehrdeutig. Es lässt sich als Substantiv auffassen („Runde“, „Drehung“), aber auch als Verb („ich drehe mich“).

### Spanisch

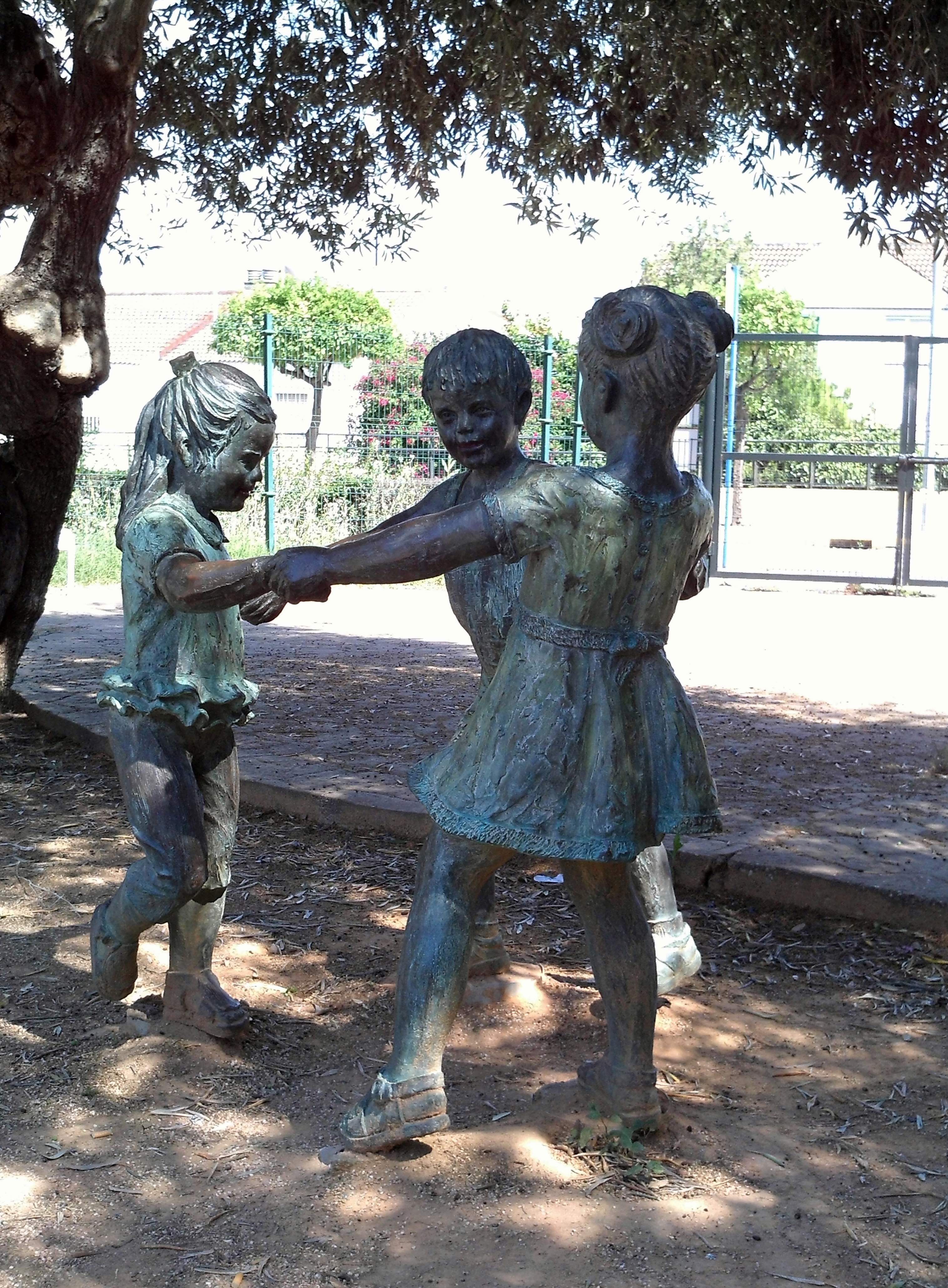
Skulptur in Mairena del Aljarafe, einem Ort nahe Sevilla in Spanien

Der bekannteste spanische Ringelreihen ist der Corro de la patata („Reigen der Kartoffel“), auch bekannt als Corro de las patatas („Reigen der Kartoffeln“). Eine Version lautet:
Al corro de la patata

comeremos ensalada,

como comen los señores:

naranjitas y limones.

Achupé, achupé,

sentadita me quedé.

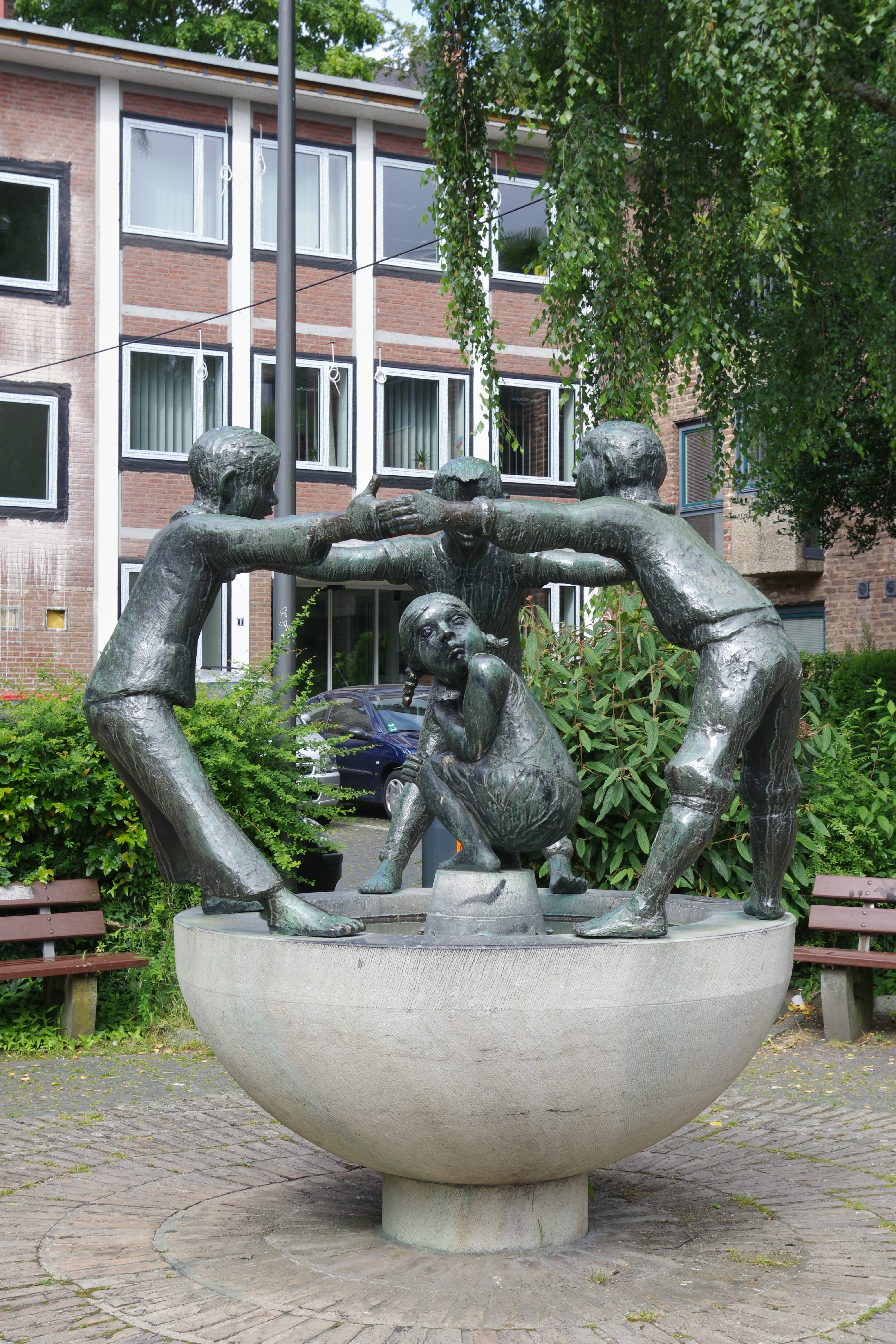
Brunnen Türelüre-Lißje in Aachen

Die Kinder singen (zweite Zeile), dass sie Salat essen werden, in der vierten Zeile folgen Orangen und Zitronen. Bei der letzten Zeile (sinngemäß „Ich habe mich hingesetzt“) setzen sich die Kinder. Das Wort sentadita ist eine kindlich anmutende Verkleinerungsform zu sentado (wörtlich „gesetzt“), und zwar mit -a als femininer Endung. Das heißt, diese Zeile passt, wenn kleine Mädchen sie singen.

## Wortformen

### Ringelreihen, Ringelreigen
Der erste Wortbestandteil Ringel ist eine Verkleinerungsform zu Ring.
Ringelreihen ist eine Variante des Wortes Ringelreigen, was „Kreisreigen“ bedeutet. Ein Reigen wird nicht immer in Kreisform getanzt; Reigentänzer können auch eine Kette bilden oder einander in Reihen gegenüberstehen.
Grimms Deutsches Wörterbuch verzeichnet das Stichwort Ringelreihen und gibt an, Ringelreigen erscheine „daneben seltener“ in der Schriftsprache, was heute noch zutrifft. Duden führt dennoch Ringelreigen als Stichwort und gibt dort an, österreichisch sei nur die Form Ringelreihen gebräuchlich.

### Ringelreihe
Duden erwähnt Ringelreihe als „verwandte“ Wortform, ohne dazu nähere Angaben zu machen. Die Wortform Ringelreihe korrespondiert damit, dass die erste Zeile des gesungenen Liedes oft „Ringel, Ringel, Reihe“ lautet. Ringelreihe erschien bereits in Des Knaben Wunderhorn (1808) als Bestandteil der Überschrift Ringelreihe-Lied. Im allgemeinen Sprachgebrauch ist „Ringelreihe tanzen“ ebenso üblich wie „Ringelreihen tanzen“. Bei den Liedanfängen überwiegt die Form „Ringel, Ringel, Reihe“ deutlich gegenüber „Ringel, Ringel, Reihen“.